# Lucie Rivel
Lucie Rivel, de son vrai nom Lucie Hartenstein épouse Meyer, est une artiste peintre française née le 24 avril 1910 à Metz et morte le 15 février 1995 à Créteil.

## Biographie
Lucie Rivel est à partir de 1941 élève de Pierre Jérôme, André Planson et Claude Schürr à l'Académie Julian où elle étudie particulièrement la peinture d'El Greco.
Rivel est l'anagramme approximatif du nom de jeune fille de sa mère Marie Viller.
Elle est installée au 31, avenue du Général-de-Gaulle dans la ville de Juvisy-sur-Orge (Essonne) où, rappelle Marcel Strub, elle est la créatrice du Salon Paris-Sud en même temps qu'à partir de 1960 elle mène « toute une activité pédagogique dans le domaine du dessin et de la peinture exercée sous l'égide de l'Éducation nationale », accueillant et formant chaque année des jeunes artistes de trente-huit nations.

## Expositions

### Expositions personnelles
- Galerie Cambacérès, äris, 1968, 1960.
- Bibliothèque centrale danoise, Fleursburg, 1978.
- Galerie Mozart, Metz, 1979.
- Galerie Rouault, Metz, 1985, 1989.
- Musée Duhamel, Mantes-la-Jolie, 1987.
- Orangerie du Luxembourg, Paris, 1987.
- Maison de la Culture et des Loisirs, Metz, 1997.
- Expositions imprécisément situées : Berne, 1965 ; Lausanne, 1967 ; Varsovie, 1969 ; Montreux, 1988[3].

### Expositions collectives
- Salon d'hiver, Paris, 1947[5].
- Salon d'automne, Paris, à partir de 1964, sociétaire en 1978[3].
- Salon des artistes français, Paris, 1968.
- Lucie Rivel - Ferrucio Garapesani, Galerie du Midi, Fribourg (Moselle), 1969[4].
- Galerie Disdong, Dusseldorf, 1973.
- Musée Pouchkine, Moscou, 1975.
- Musée de l'Ermitage, Leningrad, 1975
- Galerie Georges, Londres, 1976.
- Exposition internationale féminine, Meersburg, 1976.
- Salon des indépendants, Paris, 1984[6].
- L'arbre de vie - Jean-Pierre Alaux, Alain Bonnefoit, Jean Desvilles, Henri Espinouze, Niankoye Lama, José Manrubia, Cécile Reims, Lucie Rivel…, Galerie Béatrice Bellat, Paris, novembre-décembre 2012[7].
- Expositions imprécisément situées et non datées : New York, Pékin, Vienne (Autriche), Munich, Francfort[3].

## Réception critique
- « Lucie Rivel transpose et recrée à partir d'éléments imaginaires les sujets visibles qui l'ont inspirée. Les personnages s'imbriquent dans le paysage. Ils se fondent parfois en une telle symbiose que cette union de choses prend l'abstrait de compositions abstraites. La réalité est transfigurée ; la figuration n'est plus qu'évoquée. Ce qui amène Lucie Rivel aux confluents de l'impressionnisme, de la figuration et de l'abstraction. Son talent de coloriste rend la nature lumineuse. Ses couleurs riches et chaudes soulignent les contours, tout en rehaussant les valeurs, sans rompre le rythme harmonique de la composition. Cette artiste, dont les recherches et les compositions révèlent un sens de l'équilibre personnel et un goût des couleurs, entraîne le spectateur dans le monde chaleureux d'une nature généreuse. » - Patrick-F. Barrer[3]

## Conservation

### Collections publiques

#### Allemagne
- Schauwerk (de) Sindelfingen.

#### France
- Musée d'Art et d'Histoire de Narbonne, Vernet-les-Bains et le Canigou, huile sur toile[2].
- Musée d'art moderne de la ville de Paris[2]

### Collections privées
- Patrimoine culturel des Lions Clubs de France, Le lac de Saint-Rémy de Provence, huile sur toile 73x92cm[8].

## Reconnaissance

### Prix et distinctions
- Chevalier des Palmes académiques des Beaux-Arts de Paris, 1965.
- Médaille d'or du Salon des artistes français, Paris, 1968.
- Médaille d'honneur du Salon Paris-Sud, Juvisy-sur-Orge, 1970.
- Prix du Conseil municipal de la ville de Paris, 1978.
- Premier Prix de peinture de l'Exposition internationale féminine, Meersburg, 1978.
- Médaille d'argent de la ville de Paris, 1989.
- Médaille de vermeil de la Société d'encouragement des Arts et Lettres[9].

### Hommages
- La Fondation Taylor a donné le nom de « Grand Prix Lucie-Rivel » à une récompense annuelle.
- Une rue d'Ennery (Moselle) et une allée de Juvisy-sur-Orge portent le nom de Lucie Rivel.